# Mangifera austroindica
Mangifera austroindica är en sumakväxtart som beskrevs av A.J.G.H. Kostermans. Mangifera austroindica ingår i släktet Mangifera och familjen sumakväxter. Inga underarter finns listade i Catalogue of Life.